# Xiadahe (sockenhuvudort i Kina, Liaoning Sheng, lat 41,00, long 123,28)
Xiadahe är en sockenhuvudort i Kina. Den ligger i provinsen Liaoning, i den nordöstra delen av landet, omkring 90 kilometer söder om provinshuvudstaden Shenyang. Antalet invånare är 8 239. Befolkningen består av 3 935 kvinnor och 4 304 män. Barn under 15 år utgör 11,0 %, vuxna 15-64 år 71 %, och äldre över 65 år 17,0 %.
Runt Xiadahe är det ganska tätbefolkat, med 185 invånare per kvadratkilometer. Närmaste större samhälle är Gongchangling, 19,7 km nordost om Xiadahe. I omgivningarna runt Xiadahe växer i huvudsak blandskog.
Genomsnittlig årsnederbörd är 1 131 millimeter. Den regnigaste månaden är juli, med i genomsnitt 319 mm nederbörd, och den torraste är januari, med 9 mm nederbörd.